# Роузлон (Индијана)
Роузлон (енгл. Roselawn) насељено је место без административног статуса у америчкој савезној држави Индијана.

## Демографија
По попису из 2010. године број становника је 4.131, што је 198 (5,0%) становника више него 2000. године.
| Група             | 2000.         | 2010.         |
| Белци             | 3.749 (95,3%) | 3.696 (89,5%) |
| Афроамериканци    | 6 (0,2%)      | 11 (0,3%)     |
| Азијати           | 11 (0,3%)     | 29 (0,7%)     |
| Хиспаноамериканци | 131 (3,3%)    | 381 (9,2%)    |
| Укупно            | 3.933         | 4.131         |